# Südwestdeutsche Salzwerke

Logo bis 2016

Die Südwestdeutsche Salzwerke AG (SWS AG) mit Sitz in Heilbronn ist ein deutsches Unternehmen zur Herstellung von Steinsalz und Siedesalz, das 1971 durch die Fusion der Salzwerk Heilbronn AG und der Südwestdeutsche Salz-AG entstand. Die beiden größten Aktionäre der SWS AG sind die Stadt Heilbronn (49,0 %) und das Land Baden-Württemberg (49,0 %; Stand der Angaben Dezember 2022). Der gesamte Konzern (mit Tochtergesellschaften) erwirtschaftete 2022 mit 1.047 Mitarbeitern einen Jahresumsatz von rund 304 Mio. Euro.

## Geschichte

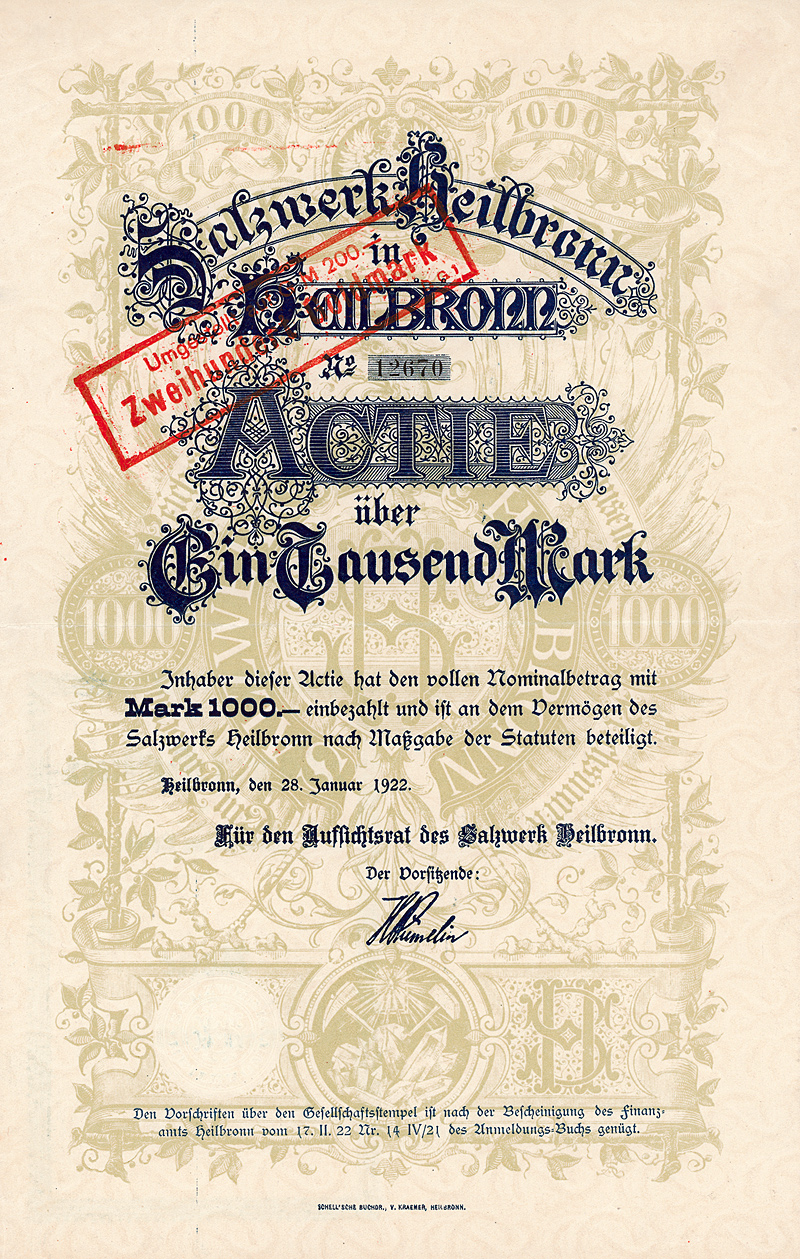
Aktie über 1000 Mark vom Salzwerk Heilbronn vom 28. Januar 1922

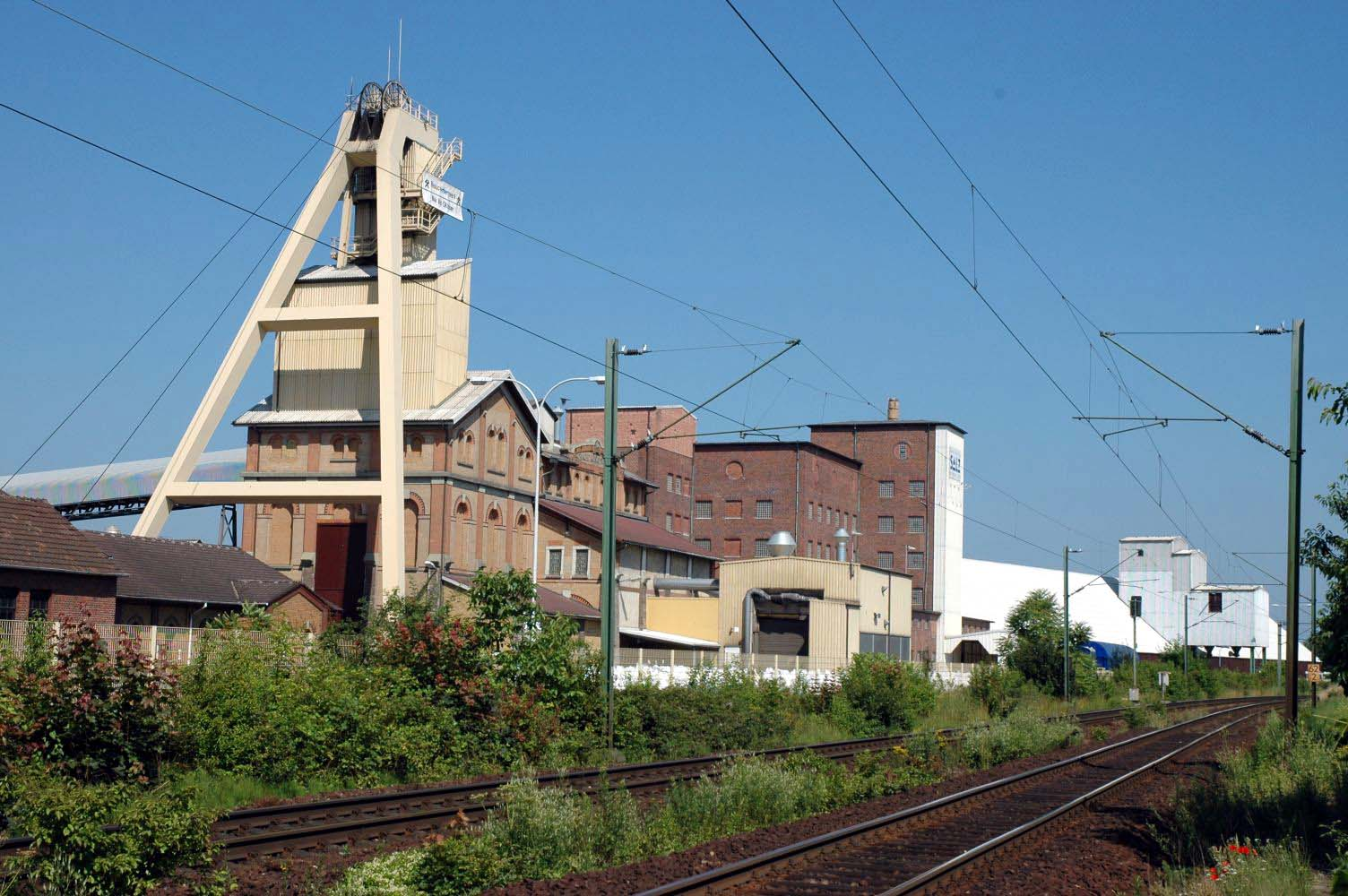
Besucherbergwerk der Südwestdeutsche Salzwerke AG in Bad Friedrichshall-Kochendorf

### Frühe Entwicklung bis zum Zweiten Weltkrieg
Die Salzwerk Heilbronn AG wurde 1883 von einem Konsortium aus württembergischen und Frankfurter Banken sowie der Stadt Heilbronn gegründet und betrieb zunächst die 1820 gegründete Saline Friedrichshall in Jagstfeld. 1885 begann auch die Steinsalzförderung in Heilbronn. Nachdem der Schacht der Saline in Jagstfeld wegen Wassereinbruch aufgegeben werden musste, wurde 1899 im benachbarten Kochendorf unter der Leitung von August Bohnert der neue Schacht „König Wilhelm II“ angelegt. In diesem Schacht fand von 1913 bis 1915 auch die Produktion von Explosivstoffen unter Lizenz der Berliner Miedziankit GmbH statt. Als Tochtergesellschaft wurde am 11. Oktober 1922 die Glashütte Heilbronn gegründet, die bei der Salzproduktion abfallende Stoffe zur Glasherstellung verwenden konnte. Sie nahm am 14. August 1923 die Produktion auf und stellte auf dem Salzwerkgelände vornehmlich Weinflaschen her.
1934 schuf der Bildhauer Helmuth Uhrig im 180 Meter unter der Erde liegenden Kuppelsaal des Schachts eine monumentale Reliefplastik. Die Fertigstellung der Kanalisierung des Neckars bis Heilbronn verbesserte 1935 die Transportmöglichkeiten für die Bergwerke und Salinen um Heilbronn erheblich. Im Zweiten Weltkrieg dienten die Schächte des Salzwerks ab September 1944 dem KZ Kochendorf zur Rüstungsproduktion, außerdem wurden dort Kunst- und Wertgegenstände eingelagert.

### Wachstum und Konsolidierung nach 1945
Die Tochtergesellschaft Glashütte Heilbronn wurde 1967 an die Gerresheimer AG verkauft, die sie einige Jahre als Heilbronner Zweigwerk führte, aber am 24. März 1978 schloss. 1971 fusionierte die Salzwerk Heilbronn AG mit der Südwestdeutsche Salz-AG zur Südwestdeutsche Salzwerke AG mit Sitz in Heilbronn. Die Anlagen der Gesellschaften wurden verschiedentlich ausgebaut und modernisiert. 1984 wurden die Gruben Heilbronn und Kochendorf unterirdisch verbunden. 1987 begann in der Grube Heilbronn die Einlagerung von Deponiegut, die mit dem absehbaren Versatzbetrieb in der Grube Kochendorf 1992 zur Gründung der Tochtergesellschaft Umwelt, Entsorgung und Verwertung GmbH (UEV) führte. 1999 wurde mit den Schweizer Rheinsalinen die gemeinsame Tochtergesellschaft Agrosal GmbH zur Herstellung von Salzlecksteinen gegründet.

### Grube Kochendorf als Versatzbergwerk
Nachdem ein anlässlich von mehreren Verbrüchen in der Grube Kochendorf angefertigtes Gutachten zur Standsicherheit 1992 ergeben hatte, dass diese zwar im Betrieb gewährleistet werden kann, aber bei Offenlassen der Hohlräume in der Nachbetriebsphase sich Verbrüche bis zur Tagesoberfläche fortsetzen könnten, ordnete das Landesbergamt im November 1992 den vollständigen Versatz der Grube Kochendorf an. Aus wirtschaftlichen Gründen konnte als Versatzmaterial für die noch bestehenden 12,1 Millionen Kubikmeter Hohlräume neben Bergesalz aus dem laufenden Betrieb nur die Verwertung von Schüttgut-Abfällen in Frage kommen (Schlacken, Bauschutt, belastete Böden, Gießereisande, Filterstäube u. ä.). 1993 wurde hierzu der Rahmenbetriebsplan genehmigt, 1994 wurde die Salzgewinnung eingestellt, und Ende desselben Jahres konnte auf der Grundlage von seit 1992 laufenden Untersuchungen mit den unterschiedlichen Versatzmaterialien der Versatzbetrieb in begrenztem Umfang beginnen, zunächst mit Filterstäuben in Bigbags. 1996 wurde die Schüttgut-Abwärtsförderung, für die die Anlagen im Schacht König Wilhelm II grundlegend hatten umgebaut werden müssen, in Betrieb genommen, 1998 eine vorgelagerte Aufbereitungsanlage, mit der weitere angelieferte Stoffe in eine zum Versatz geeignete Form gebracht werden können.
Erhebliche Widerstände im politischen Raum bis hin zur EU-Kommission gegen die Einstufung dieses auch andernorts praktizierten Versatzes von Abfällen als Verwertung bedrohten lange das Konzept. Bei einer Einstufung als Abfallbeseitigung hätte es wegen der Verpflichtung der Abfallerzeuger zur vorrangigen Verwertung nicht fortgeführt werden können. Die Kosten anderen denkbaren Materials für den bergrechtlich angeordneten Versatz der Grube hätten zur Insolvenz geführt. Geklärt wurde die Frage erst mit der Entscheidung des Europäischen Gerichtshofs im Februar 2002, dass die Verbringung unter Tage eine Verwertung sei, „wenn ihr Hauptzweck darauf gerichtet ist, dass die Abfälle eine sinnvolle Aufgabe erfüllen können, indem sie andere Materialien ersetzen, die für diese Aufgabe hätten verwendet werden müssen.“

### 21. Jahrhundert

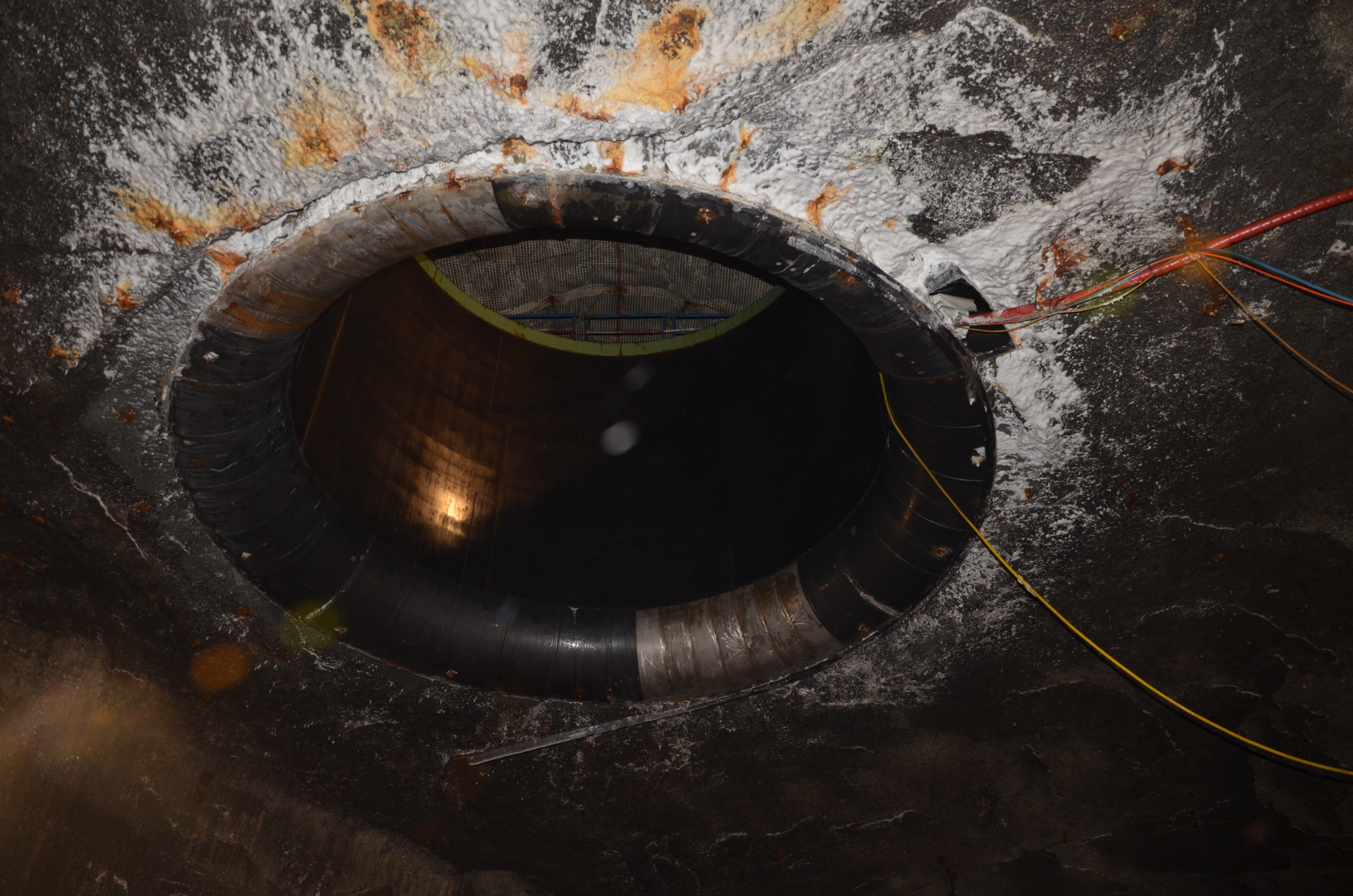
Schacht Konradsberg in Heilbronn-Biberach, von Bergwerkseite aus

2003/2004 wurde im Zuge der Ausdehnung der Grube Heilbronn nach Nordwesten auf der Gemarkung Biberach der 240 Meter tiefe Schacht Konradsberg abgeteuft, der ohne Einbauten und Förderturm der Bewetterung, der Stromversorgung und dem Transport von Großgerät per Mobilkran dient. Förderung, Seilfahrt und Deponietransport erfolgen weiterhin durch die mittlerweile acht Kilometer vom Gewinnungsort entfernten Schächte Heilbronn und Franken. Die bis dahin ausschließlich praktizierte bohrend-sprengende Gewinnung wird seit 2006 in der Grube Heilbronn zunehmend durch schneidende Gewinnung mittels Continuous Miner ersetzt. 2010/2011 wurde eine weitere Verbindungsstrecke von der Grube Heilbronn direkt zum Schacht König Wilhelm II der Grube Kochendorf aufgefahren, um nach dem für 2012 absehbaren weitgehenden Abschluss des Versatzes in Kochendorf diesen unter Weiternutzung der Anlagen am dortigen Schacht in Heilbronn fortsetzen zu können. Am 1. Mai 2012 wurde das seit Oktober 2008 geschlossene Besucherbergwerk Kochendorf modernisiert wiedereröffnet, nachdem es zwischenzeitlich wegen fehlender Wirtschaftlichkeit von der endgültigen Schließung bedroht war und das Unternehmen von der Stadt Bad Friedrichshall, dem Landkreis Heilbronn und dem Land Baden-Württemberg eine finanzielle Unterstützung für das Besucherbergwerk gefordert hatte.

## Betrieb
Steinsalz wird in den Bergwerken Heilbronn und Berchtesgaden gewonnen, Sole im Gebiet von Bad Reichenhall. Die Weiterverarbeitung und Veredelung zu Siedesalz erfolgt in der Saline Bad Friedrichshall und der Neuen Saline in Bad Reichenhall. Die Förderkapazität der beiden Schächte bei Heilbronn beträgt rund 4 Mio. Tonnen pro Jahr. Produkte der SWS AG werden unter anderem unter den Marken Bad Reichenhaller und Aquasale vertrieben.
Die Südwestdeutsche Salzwerke AG gründete im Jahr 2000 die Tochtergesellschaft SWS-Alpensalz GmbH. Über die SWS-Alpensalz hat die Südwestdeutsche Salzwerke AG seit 2001 auch eine Mehrheitsbeteiligung bei der Südsalz GmbH, die eine breite Palette an Salzprodukten anbietet. Darüber hinaus hat die SWS AG seit 2002 eine 51-prozentige Beteiligung an der Reederei Schwaben GmbH, 45 % Beteiligung an der schweizerischen Rheinsalz AG und weitere Beteiligungen. Mit dem Erwerb der Global Salz GmbH und der Global Center GmbH im Oktober 2006 und dem gleichzeitigen Verkauf von Speditionsunternehmen konzentriert sich die SWS AG in ihrer Logistik künftig verstärkt auf den Schiffstransport. Eine weitere Tochtergesellschaft ist die 1992 gegründete Umwelt, Entsorgung und Verwertung GmbH (UEV), die die Verfüllung der nicht mehr benötigten Hohlräume in den Bergwerken Heilbronn und Kochendorf mit Abfällen betreibt. Im Dezember 2007 wurde die SWS-Winterdienst GmbH innerhalb des Mutterkonzerns gegründet.
Das Bundeskartellamt verhängte am 12. November 2008 gegen die Südsalz GmbH ein Bußgeld von 15,6 Millionen Euro wegen Absprachen im Bereich Auftausalz in Süddeutschland. Mit Auswirkungen auf die Arbeitsplätze wird nach Aussage des SWS-Konzerns jedoch nicht gerechnet.
Seit einigen Jahren verfolgt der Konzern das Ziel, die Anzahl der Tochtergesellschaften und Beteiligungen zurückzufahren, um die Komplexität zu reduzieren. Zuletzt wurden in dem Zusammenhang mit Wirkung zum 1. August 2016 die Gesellschaften SWS-Winterdienst GmbH, Südsalz GmbH und SWS-Alpensalz GmbH auf die Südwestdeutsche Salzwerke AG fusioniert.